# TT324
La tombe thébaine TT 324 est située à Cheikh Abd el-Gournah, dans la nécropole thébaine, sur la rive ouest du Nil, face à Louxor en Égypte.
C'est la tombe d'Hatiay, superviseur de tous les prophètes de tous les dieux, grand prêtre de Sobek, à la XXe dynastie.